# Херман Враштил
Херман Враштил (15. јул 1879 — 9. новембар 1950) био је аустријски атлетичар, који се такмичило у трчању на средње стазе и трчању са препрекама.
Херман Враштил квалификовао се за друге Летње олимпијске игре 1900. у Паризу на такмичењу одржаном у Бечу 1. јула 1900. године.
На Олимпијским играма такмичио се у две дисциплине. У трци на 1.500 метара заузео је 6 место са непознатим резултатом.. Друга дисциплина била је трка на 2.500 метара са препрекама, где је био пети..
Од 1920. до 1938. и од 1945. до 1950. био је председник Атлетског савеза Аустрије (ÖLV). Пре Другог светског рата био је председник Вијена крикет и фудбалског клуба.